# Hanuš Petřvaldský z Petřvaldu
Rytíř Hanuš (Jan) Petřvaldský z Petřvaldu byl jedním z nejvýznamnějších členů svého rodu. Byl synem Jetřicha Petřvaldského z Petřvaldu a Josefy Žabkové z Limburka. Stal se královským radou a získal Petřvald, v letech 1610-1614 držel i Nový Světlov a od roku 1615 Kolštejn. Po svém strýci Bernardovi získal také panství Račice a Moravské Prusy. Byl jedním z předních mužů moravského rytířstva, císařský rada, hejtman brněnského kraje, zemský soudce a na sněmu v r. 1608 v Ivančicích byl zvolen za člena direktoria, "moravské vlády". Jako luterán se postavil i proti olomouckému biskupovi, kardinálu Františku Dietrichsteinovi. Hanuš Petřvaldský byl velkým ochráncem českých bratří. Dceru Alžbětu provdal za majitele fulneckého panství, radikálního nekatolíka Jana II. staršího Skrbenského, který byl mecenášem a osobním přítelem Jana Ámose Komenského. Hanuš také v roce 1589 dal na vlastní náklady vystavět v Malém Petřvaldě (Petřvaldíku) bratrský sbor. Byl také zakladatelem obce Petříkov v Jeseníkách.

## Účast ve stavovském povstání
V květnu 1619 se pán Hanuš přidal k dalším radikálním protestantským moravským šlechticům a spolu s Velenem ze Žerotína, Sedlnickým, Bítovským, Skrbenským a dalšími a na sněmu v Brně vyhlásili otevřenou podporu českému stavovskému povstání. Znovu byl zvolen direktorem na zemském sněmu v Brně.

## Nejasné datum smrti
O smrti pana Hanuše Petřvaldského existují různé dohady. Zemřel někdy v letech 1620 až 1625. Datum ani místo neznáme; někdy se uvádí, že zemřel v dubnu roku 1620 ještě před bitvou na Bílé Hoře, nebo ve vězení na Špilberku, nebo že ještě v roce 1625 bydlel v Kroměříži. O jeho úmrtí se dovídáme z rozsudku kardinála Dietrichštejna, jímž byl zbaven všech svých statků pro „účastenství v rebelii“.

## Potomstvo
Hanuš měl početné potomstvo (byl asi třikrát ženat a měl 10 synů a 11 dcer manželských, a další uznané i neuznané potomky). Poprvé se oženil v r. 1592 s Libuší Brtnickou z moravské větve rodu Valdštejnů, podruhé v roce 1615 l s Kateřinou Ulerštorferovou z Němčího.
Z jeho synů lze zmínit:
- Jan Jetřich, který nikdy nepřestoupil na katolickou víru. Jan Jetřich Petřvaldský se pravděpodobně účastnil osobně bitvy na Bílé hoře.
- Bernard Diviš, konvertoval ke katolicismu.V roce 1622 se oženil s Kunhutou Prakšickou ze Zástřízl. Bernard Diviš Petřvaldský ke konci svého života, po smrti svého švagra, nabyl hrad Buchlov a celé buchlovské panství. Byl nejvyšší písařem markrabství Moravského až do roku 1641, císařským radou, přísedícím zemského soudu. Těšil se tedy přízni gubernátora kardinála Ditrichštejna.
- Karel Vok